# 新橙皮苷
新橙皮苷（Neohesperidin）是在柑橘类水果中发现的黄烷酮糖苷。其甙元形式被称为橙皮素。

## 外部連結
- 新桔皮苷 Neohesperidin （页面存档备份，存于） 中草藥化學圖像數據庫 (香港浸會大學中醫藥學院) （中文）（英文）